# Орлов Володимир Вікторович
Володимир Вікторович Орлов (31 серпня 1936, Москва — 5 серпня 2014, Москва ) — російський радянський і російський прозаїк і сценарист.

## Біографія
У 1954—1959 роках навчався на факультеті журналістики МДУ. Член Союзу письменників СРСР з 1965 року. Професор кафедри літературної майстерності Літературного інституту ім. Горького. Нагороджений орденом «Знак Пошани». Лауреат Премії міста Москви в галузі літератури і мистецтва, Премії ім. Валентина Катаєва.
Дружина — Лідія Орлова, письменник, журналіст і історик моди. Син — Леонід Орлов, телепродюсер. Онуки — Катерина і Олександр.
Письменник помер 5 серпня 2014 року в Москві після тривалої хвороби. Похований на Троєкурівському кладовищі.